# Antonio Pallavicino
Antonio Pallavicino Gentile (Génova, 1442-Roma, 10 de septiembre de 1507) fue un eclesiástico genovés, obispo y cardenal.

## Biografía
Descendiente de una familia noble y antigua, en su juventud viajó a España, acompañando a sus dos hermanos que se dedicaban al comercio. 
De regreso en Italia en 1470, entró a servir en la corte del cardenal Giovanni Battista Cibo. 
En 1484 fue nombrado obispo de Ventimiglia, en el norte de Italia. Al morir Sixto IV, el cardenal Cibo fue elevado al pontificado, y Pallavicino fue nombrado su datario.  Elocuente, persuasivo, de trato dulce y suaves maneras, en la corte papal fue conocido como "il encantatore".
En 1486 el papa le encomendó la diócesis de Orense, aunque no residió en ella, gobernándola a través de su provisor Juan Deza, arcediano de Bubal. 
Tres años después fue elevado al cardenalato con título de Santa Anastasia, que en 1493 cambió por el de Santa Práxedes.
Cuando César Borgia renunció a la administración de la diócesis de Pamplona, el papa Alejandro VI se la concedió a Pallavicino, aunque tampoco viajó a la sede. También aquí gobernó por medio de vicarios y procuradores, sucesivamente Pedro de Monterde, tesorero de Zaragoza, García de Urroz, rector de las iglesias de Turillas e Iriberri, y Juan de Monterde, arcediano de la Valdonsella, que celebró sínodo en 1499.
Fue también administrador in commendam de las diócesis de Tournai y Lectoure en Francia y Lamego en Portugal, y de varios monasterios en Francia, España y Portugal. 
Participó en el cónclave de 1492, en el que fue elegido papa Alejandro VI, y en los de septiembre y octubre de 1503, donde lo fueron respectivamente Pío III y Julio II.
Muerto en Roma a los 66 años de edad, fue sepultado en la capilla que él mismo había fundado en la Basílica de San Pedro; derribada ésta en 1596, sus restos fueron trasladados a la de San Juan Bautista en la Basílica de Santa María del Popolo.
| Predecesor: Diego de Fonseca | Obispo de Orense 1486-1507                     | Sucesor: Pietro Isvalies |
| Predecesor: César Borgia     | Administrador apostólico de Pamplona 1492-1507 | Sucesor: Fazio Santori   |